# Kasteel van Fozières
Het Kasteel van Fozières (Frans: Château de Fozières) is een kasteel in de Franse gemeente Fozières. Het kasteel is een beschermd historisch monument sinds 1951.